# Donnie Van Zant

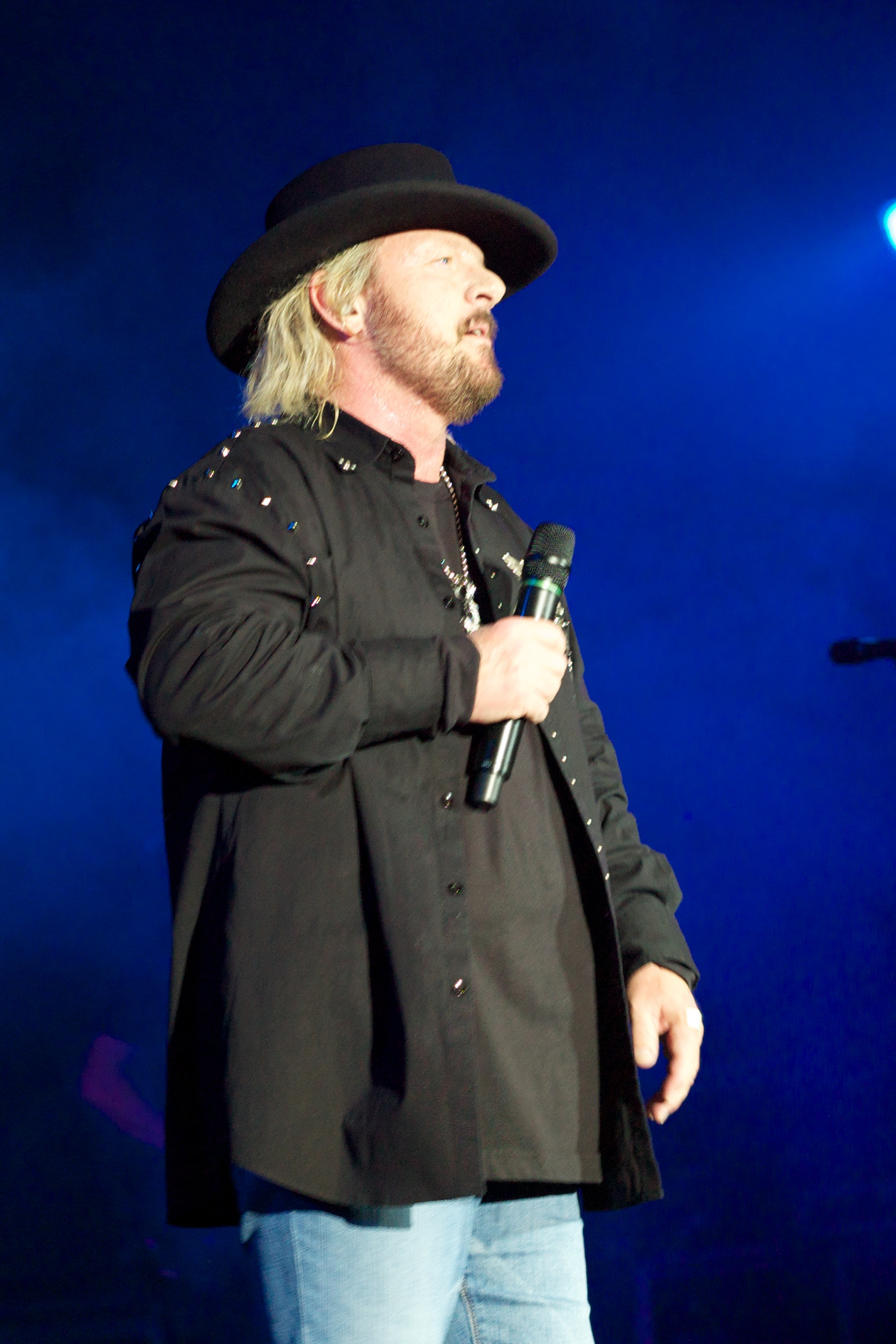
Van Zant bei einem Konzert von 38 Special im Jahr 2011

Donald "Donnie" Newton Van Zant (* 11. Juni 1952 in Jacksonville, Florida) ist ein US-amerikanischer Southern Rock und Country Sänger/Gitarrist/Komponist. Er wurde bekannt als Mitglied der Band 38 Special, die er 1975 gegründete. Er ist der mittlere von drei Brüdern, sein älterer Bruder war Ronnie Van Zant (* 15. Januar 1948) der ursprüngliche Sänger von Lynyrd Skynyrd, der sein Leben bei einem Flugzeugabsturz am 20. Oktober 1977 in Mississippi verlor. Dabei kamen auch Steve Gaines (* 14. September 1949), Cassie Gaines (* 9. Januar 1948), der Roadie Trainer Dean Kilpatrick sowie die Piloten Walter McCreary und William Gray ums Leben. Sein jüngerer Bruder Johnny Van Zant wurde 1987 Lead-Sänger von Lynyrd Skynyrd. Donnie Van Zant und Johnny Van Zant treten gemeinsam von Zeit zu Zeit als Band Van Zant auf.
Donnie Van Zant ist ein begeisterter Fan der Jacksonville Jaguars. Er nahm ein Video zusammen mit den übrigen Mitgliedern von Lynyrd Skynyrd auf, das bei jedem Heimspiel der Mannschaft gespielt wird.